# روسولا مخضوضرة
روسولا مخضوضرة (الاسم العلمي: Russula virescens) هي نوع من الفطريات يتبع جنس الروسولا من الفصيلة الروسولية.